# NGC 2
NGC 2 — спиральная галактика (морфологический тип Sab) в созвездии Пегаса.
Галактика была открыта ирландским астрономом Лоуренсом Парсонсом 20 августа 1873 года с помощью 72-дюймового (183 см) телескопа. Она была описана в каталоге NGC как «очень тусклая, маленькая, к югу от NGC 1».
Диаметр NGC 2 составляет около 115 000 световых лет, но галактика в 3—5 раз ярче, чем Млечный путь, поскольку она достаточно компактна.
Примерно в 1,8 угловой минуты к северу находится галактика NGC 1. Галактики образуют видимую пару, но физически галактики не связаны друг с другом, так как расстояние между ними составляет около 45 Мпк (140 миллионов световых лет), почти половина того, что отделяет нас от NGC 2. Более тусклая NGC 2 была не замечена Генрихом Луи Д’Арре, открывшим NGC 1 в 1861 году. Галактика слегка вытянута и ориентирована с северо-запада на юго-восток; она может наблюдаться визуально в любительские 10-дюймовые телескопы.
Вместе с NGC 27 и несколькими другими галактиками входит в скопление галактик, которое расположено за сверхскоплением Персея-Рыб.

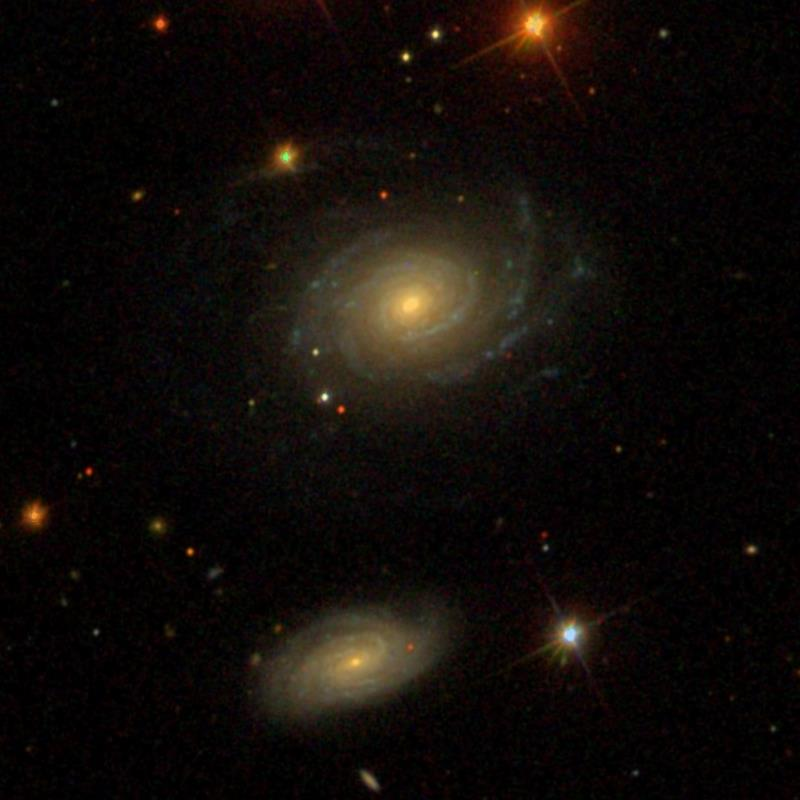
Визуальная (физически не связанная) пара спиральных галактик NGC 1 (сверху) и NGC 2